# Джеймс Едвард Аллен Гіббс
Джеймс Едвард Аллен Гіббс (англ. James Edward Allen Gibbs; 1829—1902) — американський фермер, винахідник та бізнесмен з округу Рокбридж штату Вірджинія, США. 2 червня 1857 року запатентував однониткову стібну швацьку машину. Разом з Джеймсом Вілкоксом заснував компанію Willcox & Gibbs Sewing Machine. Швацькі машини Willcox & Gibbs виробляються та використовуються і у XXI столітті.
Компанія Willcox & Gibbs розпочала свою діяльність у 1857 році. У 1859 році Джеймс Вілкокс відкрив офіс компанії у Лондоні. Маркетолог Джон Еморі Пауелс займався маркетингом продукції компанії. Пауелс застосував багато нових маркетингових методів для поширення продукції Willcox & Gibbs, зокрема оголошення у пресі, безкоштовне пробне використання винаходу та придбання виробу на виплат. Через це у Великій Британії виник великий попит на вироби Willcox & Gibbs, який компанія задовольняла з великими труднощами.
Джеймс Гіббс після свого винаходу назвав родинну ферму «Рафін», що походить від грецького «raphis», що означає «шити». Від назви родинної ферми Гіббса походить назва громади Рафін у Вірджинії.

## Галерея

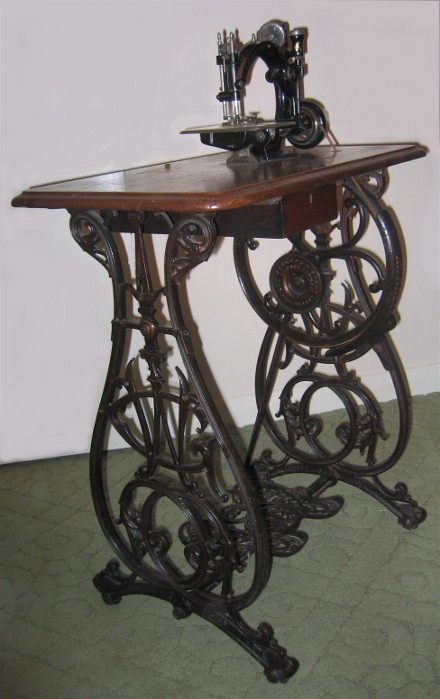
Швацька машина Willcox & Gibbs
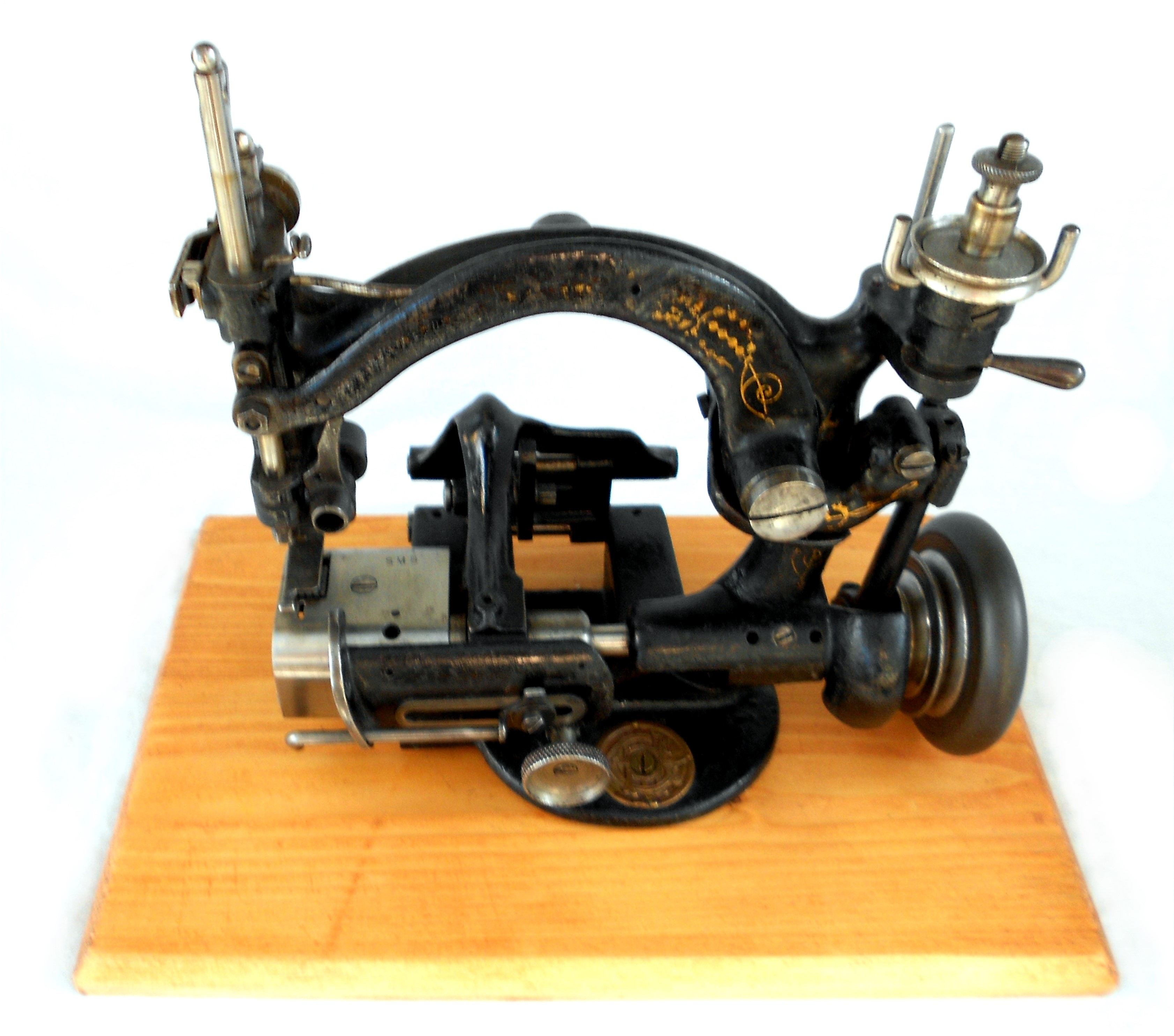
Швацька машина Генріха Гроссмана, створена на основі машини Willcox & Gibbs